# Atentados de Beirut de 2015
Los atentados de Beirut de 2015  fueron una serie de atentados en los cuales dos terroristas suicidas detonaron bombas en el distrito Bourj el-Barajneh, un barrio del sur de la ciudad de Beirut (Líbano), habitado mayoritariamente por musulmanes chiíes.
Los informes sobre el número de víctimas varía entre 37 y 43.
Estado Islámico reivindicó su responsabilidad por los ataques.
Los atentados suponen el peor ataque terrorista en Beirut desde el final de la guerra civil. Ocurrieron doce días después del atentado mediante el que fue derribado un avión ruso mientras sobrevolaba la península del Sinaí asesinando a 224 personas, y un día antes de los atentados de París de noviembre de 2015 donde 136 personas fueron asesinadas.
Estado Islámico también reivindicó la autoría de ambos atentados.
Unas 48 horas después del ataque, las fuerzas de seguridad del estado arrestaron a once personas, en su mayoría sirios. Más tarde se anunció el arresto de otros dos sospechosos, de nacionalidad siria y libanesa. Fueron arrestados en el campo de refugiados palestinos situado en Burj al-Barajneh y en un piso en el distrito este de la capital Achrafieh, donde sospechaban que fueron preparados los cinturones explosivos. Las autoridades afirmaron que el plan inicial pretendía enviar a cinco suicidas a un hospital de la zona, pero las fuertes medidas de vigilancia forzaron el cambio de objetivo hacia un área densamente poblada.

## Víctimas
Entre las decenas de personas, fue asesinado en el ataque Hajj Hussein Yaari (Abu Murdata), quien ocupaba un importante cargo del sistema de seguridad de Hezbollah.
Una de las bombas explotó cuando Adel Termos, un vecino de Beirut, placó a uno de los terroristas, cubriendo con su cuerpo la bomba y reduciendo notablemente el alcance de la explosión, salvando muchas vidas (entre otras la de su hija, que estaba con él) y evitando daños aun mayores. Tanto el terrorista como Termos murieron en la explosión. Por este gesto, Termos es considerado un héroe nacional.